# Тик-так, бум! (мюзикл)
«Тик-так, бум!» (англ. Tick, Tick... Boom!, стилизовано tick, tick... Boom!) ― мюзикл Джонатана Ларсона. В нем рассказывается история начинающего композитора по имени Джон, который живет в Нью-Йорке в 1990 году. Джон беспокоится, что он сделал неправильный выбор карьеры, чтобы стать частью исполнительского искусства. По заявлению отца Ларсона, сюжет мюзикла является полу-автобиографичным, поскольку Ларсон пытался утвердиться в театре с начала 1980-х годов.
Ларсон начал исполнять это произведение как сольное произведение в 1990 году. После его смерти в 1996 году мюзикл был переработан драматургом Дэвидом Оберном. Он преобразовал монолог в мюзикл с участием трёх актеров, которые играют роль Джона, Майкла и Сьюзан. Также были отредактированы, сценарий и партитура.
Премьера мьюзикла состоялась 23 мая 2001 года на Офф-Бродвее в театре Джейн-Стрит. Оберн получил признание как «консультант по сценариям».
В ноябре 2021 года компания Netflix выпустила экранизацию режиссёра Лин-Мануэля Миранды с Эндрю Гарфилдом в главной роли. Фильм был  хорошо оценён критиками, а Эндрю Гарфилд был номинирован на премию Оскар.

## История
Впервые шоу было показано в формате мастер-класса с 6 по 9 сентября 1990 года Джонатаном Ларсоном в театре Офф-Бродвея Second Stage Theater под названием «Boho Days». Ларсон переработал развивающуюся пьесу после семинара Второй стадии, изменив название на «Тик, тик... Бум!», и представил ее с ним в качестве исполнителя в ноябре 1991 года в Village Gate (продюсером выступила университетская подруга Ларсона Виктория Ликок), а затем в 1992 и 1993 годах на фестивалях «O Solo Mio» в New York Theatre Workshop. Ларсон представил шоу как «рок-монолог», новую форму театра в то время. Спектакль привлек внимание молодого продюсера по имени Джеффри Селлер, который стал поклонником творчества Ларсона. В 1995 году он увидел постановку мюзикла Ларсона Богема в New York Theatre Workshop и убедил своих коллег-продюсеров перенести его в Бродвей.
После смерти Ларсона в 1996 году Ликок попросил Дэвида Обёрна, автора удостоенной Пулитцеровской премии пьесы Доказательство, переделать Тик, тик... Бум!. Он перестроил монолог в мюзикл с тремя актерами, с одним актером, играющим Джона, и двумя другими актерами, играющими Майкла и Сьюзан, а также все остальные роли в шоу. Сценарий и музыка были оптимизированы и отредактированы. Премьера этой переработанной версии пьесы состоялась Офф-Бродвее в Театре Джейн-Стрит 23 мая 2001 года. Оберн указана в титрах как «консультант по сценарию».

## Сюжет
Джон — начинающий композитор для мюзиклового театра, который живет в Сохо, Нью-Йорке. На дворе 1990 год, и приближается его 30-й день рождения. Джон обеспокоен своим старением и отсутствием достижений («30/90»). Майкл, друг Джона с детства, бросил актерство, чтобы заняться более прибыльной карьерой в маркетинге. Сьюзен, девушка Джона, — танцовщица, которая преподает балет «богатым и бездарным детям». На крыше своего многоквартирного дома Джон признается, что нервничает из-за предстоящего мастер-класса по его новому мюзиклу, SUPERBIA. Когда Сьюзен присоединяется к нему, он комментирует ее платье и то, какой красивой оно ее делает («Зелёное-зелёное платье»).
На следующее утро Сьюзен спрашивает Джона о возможности покинуть Нью-Йорк. Джон разрывается между мечтой о сочинительстве и выбором безопасности и семьи в другой карьере («Джонни не может решить»). Его раздумья прерываются, когда он вспоминает свою дневную работу официантом в закусочной Сохо («Воскресенье»).
После работы Майкл забирает Джона на своем новеньком BMW, чтобы показать Джону его новую квартиру. Майкл ликует при мысли о роскошной жизни («Больше не надо») и еще больше давит на Джона, чтобы тот задумался об изменении карьерного пути. Он соглашается сопровождать Майкла на работу на следующий день и посетить мозговой штурм в его фирме. Вернувшись домой, Джон планирует провести остаток вечера за сочинением, но его прерывает звонок от Сьюзен («Терапия»).
В офисе Майкла мозговой штурм включает в себя поиск заменителя кулинарного жира с помощью запутанного процесса. Джон видит тщетность процесса, и его нежелание сотрудничать приводит к тому, что его удаляют со встречи. Когда Джон отвозит Майкла в аэропорт в командировку, они спорят о встрече. Майкл говорит Джону, что жизнь, которую хочет Сьюзен, звучит не так уж плохо, и что он хотел бы, чтобы его работа дала ему шанс остепениться («Реальная жизнь»).
Высадив Майкла, Джон отправляется на репетицию SUPERBIA, но перед этим останавливается, чтобы перекусить Твинки ("Сахар"). На рынке он замечает Карессу Джонсон, одну из своих актрис для SUPERBIA. Она проявляет схожую слабость к Twinkies, и это приводит к внезапной дружбе между ними. После репетиции Сьюзен видит Джона и Карессу, идущих вместе, и начинает ревновать. Джон умоляет Сьюзен остаться и быть с ним. Несмотря на это, она уходит домой, и Джон думает о том, что могло случиться, что заставило ее вести себя таким образом ("Увидеть ее улыбку").
На следующее утро Джон приходит пораньше в театр на мастер-класс SUPERBIA. Каресса крадет шоу своим выступлением «Придите в себя». Джон получает много поздравлений, но не получает предложений продюсировать шоу, и поэтому, по его мнению, мастер-класс оказался провальным. Джон навещает Майкла и говорит ему, что он покончил с музыкой. Майкл говорит, что, хотя ему нравится, как он теперь зарабатывает гораздо больше денег, он считает эту работу банальной и неблагодарной. Они спорят, и Джон кричит на Майкла за то, что тот не понимает страха или неуверенности. Майкл отвечает, говоря Джону, что он ВИЧ-инфицирован. Потрясенный, Джон быстро уходит и бродит по Центральный парк, пока не оказывается в закрытом Delacorte Theater. Он находит старое репетиционное пианино и начинает играть на нем, собираясь с мыслями. Джон размышляет о том, стоит ли того количество жертв, которое требуется для его музыкальной карьеры, и правы ли те, кто говорит ему «иметь все, играть в игру» («Почему»). В конечном счете он понимает, что будет счастлив только как профессиональный композитор, независимо от того, какие трудности это может принести.
На следующее утро — тридцатый день рождения Джона («30/90 (Реприза)»). Он видит Сьюзен, которая собирается уходить. Она дарит ему подарок на день рождения: тысячу листов чистой бумаги для рукописей. Они договариваются писать друг другу, и она уходит. Звонит телефон, и звонящим оказывается кумир Джона, Стивен Сондхайм. Сондхайм оставляет Джону свои контактные данные, чтобы они могли встретиться и обсудить «SUPERBIA». Джон понимает, что его окружают друзья и что его таланты наконец-то признают («Громче слов»).

## Персонажи
- Джонатан (также называется: Джон, Джонни) Тип голоса: Тенор, A4[8]
- Майкл (также играет: отца Джона, руководителя, временного сотрудника, исследователя рынка, счетчика, Розу Стивенс) Тип голоса: Баритенор, B2–G4[8]
- Сьюзан (также играет: Розу Стивенс, маму Джона, секретаря, Джуди Райт, Карессу Джонсон) Тип голоса: Меццо-сопрано, A3–D5[8]

## Музыкальные номера
- "30/90" — "30/90" – Джон, Майкл, Сюзан
- "Green Green Dress" — "Зелёное-зелёное платье" – Джон, Сюзан
- "Johnny Can't Decide" — "Джонни не может решить" – Джон, Сюзан, Майкл
- "Sunday" — "Воскресенье" – Джон и посетители закусочной
- "No More" — "Больше не надо" – Майкл, Джон
- "Therapy" — "Терапия" – Джон, Сюзан
- "Real Life" — "Реальная жизнь" – Майкл и компания
- "Sugar" — "Сахар" – Джон, Каресса, кассир
- "See Her Smile" — "Увидеть ее улыбку" – Джон и компания (включая репризу "Реальная жизнь")
- "Come to Your Senses" — "Придите в себя" – Каресса
- "Why" — "Почему" – Джон
- "30/90 (Reprise)" — "30/90 (Реприза)" – Джон
- "Louder Than Words" — "Громче слов" – Компания

Примечания
- "Больше не надо" содержит отрывок из "Двигаемся дальше вверх", заглавной песни телесериала Джефферсоны
- "Воскресенье", песня Джона в закусочной, основана на финале первого акта мюзикла Стивена Сондхайма Воскресенье в парке с Джорджем; Ларсон задумал его как юмористическую дань уважения Сондхайму, одному из его самых влиятельных людей.[9]
- В "Джонни не может решить" все персонажи говорят о себе в третьем лице, как и Джордж в песне "Урок #8" из Воскресенье в парке с Джорджем. В монологической версии мюзикла это сделал только Джон.
- Еще одна отсылка к Сондхайму присутствует в песне "Почему". Не только упоминая Вестсайдская история в тексте, в песне используется тот же тритон, который стал знаменитым в песне Вестсайдская история "Мария".
- "Почему" содержит фрагменты нескольких других песен: "Жёлтая птица", "Давайте запустим воздушного змея" из фильма Мэри Поппинс, "Свежо" и "Сегодня вечером – Квинтет" обе из Вестсайдской истории, а также "Придите в себя" из Superbia Ларсона.
- На записи актеров есть дополнительная песня, вырезанная из финальной версии шоу, "Дни Бохо". Этот трек - одна из немногих записей голоса Ларсон, доступных публично. Он был извлечен из демо-кассеты, записанной Ларсон во время разработки Тик-так, бум![10]
- На демо-альбоме 1989 года Тик-так, бум! одним из треков является "Why", исполненный самим Джонатаном Ларсоном. В этой версии вместо "Придите в себя", которая была добавлена после смерти Ларсона, есть отрывки из "ЖК-дисплей" и "Слишком холодно, чтобы заботиться", обе из Superbia. Эти две песни подверглись самым существенным переработкам в ходе разработки Superbia, поэтому Ларсон решила включить их в «Почему».

## Производство

### Оригинальная постановка Офф-Бродвея
Премьера обновленного мюзикла состоялась Офф-Бродвее в Театре Джейн-Стрит 23 мая 2001 года и завершилась 6 января 2002 года. Режиссер Скотт Шварц, хореография Кристофера Гаттелли, актерский состав: Рауль Эспарса в роли Джона, Джерри Диксон в роли Майкла и Эми Спэнджер в роли Сьюзан. Молли Рингуолд и Наташа Диас позже заменили Спэнджер в роли Сьюзан, а Джои Макинтайр заменил Эспарса в роли Джона. Спектакль получил семь номинаций на премию Drama Desk Award, включая «Выдающийся мюзикл», и выиграл Outer Critics Circle Award за выдающийся внебродвейский мюзикл; За свою игру Эспарса получил Obie Award. Оригинальная запись состава была выпущена в 2001 году RCA Виктор на Бродвее. Небольшую часть времени постановка, показанная на Офф-Бродвее, была импортирована в Сеул, Южная Корея, в актерский состав вошли Макинтайр, Диксон и Диас.

### Последующие постановки
2003 Американский национальный тур
Гастрольная постановка шоу была поставлена Шварцем, с Кристианом Кэмпбеллом в роли Джона, Никки Снельсон в роли Сьюзен и Уилсоном Крузом в роли Майкла. Тур проходил в Далласе, Форт-Лодердейле, Уэст-Палм-Бич, Ист-Лансинге, Мичиган, Филадельфии, Балтиморе, Миннеаполисе, Херши, Пенсильвания, Питтсбурге, Чикаго и Бостоне. Джоуи Макинтайр присоединился к туру для его выступления в Бостоне. Запланированные остановки в Нэшвилле и Вашингтоне, округ Колумбия были отменены, отчасти из-за войны в Ираке, которая препятствовала продаже билетов на шоу с таким названием.
2005 Лондон
Тик-так, бум! открылся в Лондоне на Шоколадной фабрике Menier 31 мая 2005 года и шел до 28 августа 2005 года. Режиссером снова был Скотт Шварц, в актерском составе были Нил Патрик Харрис в роли Джона, Ти Джей в роли Майкла и Кэссиди Дженсон в роли Сьюзан. Кристиан Кэмпбелл взял на себя роль Джона вместо Харриса позже в спектакле.
2005 Калифорния
Калифорнийская постановка шла в Rubicon Theatre Company в Вентура, Калифорния с 19 ноября 2005 года по 18 декабря 2005 года. Скотт Шварц был режиссером, Брент Крейон был музыкальным руководителем, в актерском составе были Эндрю Самонски в роли Джона, Уилсон Круз в роли Майкла и Наташа Диас в роли Сьюзан. Постановка переместилась в Театр Coronet, Западный Голливуд, Калифорния, до 16 июля 2006 года, с Тами Таппан Дамиано в роли Сьюзан.
2005 Торонто
Постановка Торонто была поставлена театральной компанией Acting Up Stage в Театре Poor Alex в 2005 году. Режиссером был Марио Д'Алимонте, а в актерский состав вошли Дин Армстронг в роли Джона, Майкл Дюфейс в роли Майкла и Дафна Моэнс в роли Сьюзен.
2009 West End
Тик-так, бум! состоялась премьера Вест-Энд в ограниченном ангажементе в Duchess Theatre с 13 по 17 мая 2009 года, что стало частью сезона 2009 года Notes from New York. Режиссер Ханна Чиссик, актерский состав включал Пола Китинга в роли Джона, Джули Атертон в роли Сьюзан и Леона Лопеса в роли Майкла.
2014 Encores! Офф-центр
New York City Center's Encores! Off-Center произвел возрождение Тик-так, бум! с Лин-Мануэлем Мирандой в роли Джона, Karen Olivo в роли Сьюзан и Leslie Odom Jr. в роли Майкла. Показы проходили с 25 по 28 июня 2014 года. Режиссер Oliver Butler.
2016 Офф-Бродвей
Тик-так, бум!' был возобновлен в октябре 2016 года в театре Acorn в Theatre Row, в главных ролях Сиара Рене, Ник Блеймайр и Джордж Салазар. Предварительные просмотры начались 4 октября, само шоу открылось 20 октября и закрылось 18 декабря 2016 года. Режиссером шоу был Джонатан Сильверстайн, художественный руководитель компании Keen Company. Lilli Cooper took over the role of Susan on November 22, 2016.
2024 Кеннеди Центр
Режиссер Нил Патрик Харрис, который ранее играл Джона в лондонской премьере, в главных ролях Брэндон Урановиц в роли Джона, Дене Бентон в роли Сьюзан и Грей Хенсон в роли Майкла, идет с 26 января по 4 февраля в рамках серии Broadway Center Stage Центра Кеннеди. В отличие от большинства постановок, в шоу задействован ансамбль.

### Другие постановки
2003 Венгрия
Венгерская постановка открылась 23 июля 2003 года на открытой сцене Печа, Венгрии. Режиссером выступил Тамаш Балико, директор Национального театра Печа, а музыкальное сопровождение - Золтан Бокаи. В актерский состав входили Аттила Немет в роли Джона, Лилла Поляк в роли Сьюзен и Иштван Филлар / Тамаш Грегорович в роли Майкла. Постановка была перенесена в Национальный театр Печа, где она открылась 4 ноября 2003 года с новыми актерами Бернадетт Туньоги в роли Сьюзен и Аттилой Ченгери в роли Джона. Производство закрылось 26 февраля 2004 года.
2007 Дания
Датская постановка, сыгранная в 2007 году, в главных ролях Мадс Эбелё Нильсен в роли Джона, Томас Бэй Педерсен в роли Майкла и Кристина Элизабет Мёркёр в роли Сьюзан, режиссер Йенс Фраусинг. Запись датской постановки была выпущена в 2007 году.
2008 Мексика
В главных ролях Марко Антонио в роли Джона, Наталия Соса в роли Сьюзан и Бето Торрес в роли Майкла. Премьера этой постановки состоялась в Teatro Rafael Solana 20 февраля 2008 года.
2008 Канада
Театр Ignition Theatre поставил постановку в мае 2008 года в The Matchbox в Ред-Дир, Альберта, Канада. В главных ролях Джоэл Крайтон в роли Джона, Вилмари Майбург в роли Сьюзен и Кертис Лабелль в роли Майкла. Постановка шла с 15 по 24 мая.
2009 Вестпорт
Постановка в Westport Country Playhouse в Вестпорте, Коннектикут проходила с 23 июня по 18 июля. Режиссером был Скотт Шварц, который руководил оригинальной внебродвейской постановкой, а в главных ролях были Колин Хэнлон в роли Джона, Уилсон Круз в роли Майкла и Перл Сан в роли Сьюзен.
2009 Филиппины
Филиппинский спектакль шел в течение трех недель в августе 2009 года в Университете Атенео де Манила. Его поставила Blue Repertory, музыкальная театральная группа колледжа университета, под руководством Беа Гарсия.
2010 Сан-Франциско
Theatre Rhinoceros представил спектакль в Eureka Theatre с 9 по 28 февраля 2010 года.
2010 Германия
Немецкая премьера мюзикла состоялась 11 марта 2010 года в Керпене недалеко от Кельна. Режиссерами выступили Барбара Франк и Марко Мациевски, музыкальное руководство осуществлял Филипп Ползин. Джона сыграли Оливер Моршель и Даниэль Вихманн, Михаэля — Саша Одендалл и Джошуа Витаятхил, а Сьюзан — Марина Шмитц и Михаэла Берг. Песни исполнялись на английском языке, сцены — на немецком.
2010 Лондон
Театр Union Theatre представил постановку в апреле 2010 года с участием Лианн Джонс, Эшли Кэмпбелл и Адама Риса Дэвиса. Режиссером выступил Дэмиан Сэндис.
2011 Испания
испанская постановка шла в театре Лара в Мадриде с 14 по 22 июля 2011 года под руководством Пабло Муньоса-Чапули, в главных ролях Хорхе Гонсало в роли Джона, Дэвид Тортоса в роли Майкла и Лаура Кастрильон в роли Сьюзан.
2011 Лондон
Тик, тик, бум! открылся в Лондоне в Africa Centre 14 октября 2011 года, режиссер Саймон Карнелл, в актерском составе были Сэмюэл Хоутон в роли Джона, Дэвид Адамс в роли Майкла и Катрина Бойд в роли Сьюзан.
2012 Аргентина
Аргентинская постановка Тик, тик... Бум! 2012 года прошла в театре Maipo Kabaret Theatre под руководством Николаса Роберто, в главных ролях Андрес Эспинель в роли Майка, Наталия Сезари в роли Сьюзан и Пол Жанно в роли Джона.
2014 Нидерланды
Tresore Productions выступала в различных театрах Нидерландов с 3 марта по 3 мая 2014 года под руководством Коэна ван Дейка, в главных ролях Джон Войс в роли Джона, Рене ван Вегберг в роли Сьюзан и Сандер ван Вурст тот Вурст в роли Майка.
2018 Чешская Республика
Чешская премьера мюзикла состоялась в Театре Na prádle в Праге под руководством Мартина Вокоуна, в главных ролях Петер Печа в роли Майка, Люсия Ягерчикова в роли Сьюзан и Томаш Ванек в роли Джона.
2018 Гонконг
В 2018 году в театре Ngau Chi Wan Civic Centre театральная компания Musical Trio представила кантонскую постановку.
2018 Бразилия
Португальское представление шло в театре FAAP в Сан-Паулу с 30 октября 2018 года по 31 января 2019 года. Его поставили Леопольдо Пачеко и Бель Гомеш, а в главных ролях снялись Бруно Нарчи в роли Джона, Тиаго Мачадо в роли Майкла и Джулия Надрус в роли Сьюзан.
2019 Тайвань
Постановка прошла в Новом центре искусств Тайбэя в октябре 2019 года, в ней приняли участие нью-йоркский актер Мэтью Бауман в роли Джона, Энтони Нили в роли Майка и Тин-Фан Лю в роли Сьюзан. Спектакль был поставлен Tainaner Ensemble, режиссером выступил нью-йоркский режиссер Даррен Коэн.
2021 Шанхай
Китайская постановка прошла в Gong Stage с 2 по 11 апреля 2021 года, затем с 22 по 27 июня 2021 года. В ролях: И-бин Чжэн, Ци-шэн Е, Чжэнь-кай Ся в роли Джона, Ли-Тун Сю, Хао-юй Чэнь, Хао-рань Лю в роли Сьюзан, Цзе Чжан, Ле-тянь Ван, Вэй-ган Чжао в роли Майкла. Спектакль был поставлен Cmusicals. Затем в 2022 году в театре Strand Theatre с 14 января по 12 сентября шла долгосрочная постановка, которая в 2022 году была прервана вспышкой COVID-19 в Шанхае.
В 2024 году возрождение в Шанхае открылось на сцене Gong 12 апреля 2024 года, в актерский состав вошли Эр Мао и Мэн-нань Цянь в роли Джона, Цзин-юань Ляо и Го Хун в роли Сьюзан, Цзя-мин Тан и Цзи-вэнь Сюй в роли Майкла. Производство возрождения закрылось 21 апреля 2024 года.
2022 Швеция
Производство Fourth Wall Productions в Мальмё и режиссер шведского режиссера Хелены Рёр. Джона играет Филип Викстрём, Майкла играет Эрик Эспиноза, а Сьюзан играет Ким Бергквист.
2023 Австралия
Производство StoreyBoard Productions и режиссер Тайран Парк. Джона играет Хью Шеридан, Майкла играет Финн Александр, а Сьюзан играет Эленоа Рокобаро.
2023 Израиль
Режиссер и переводчик Рой Долев, который также сыграет роль Джона, с Инбалом Зоашниным в роли Сьюзен и Сниром Вайллером в роли Майкла. Показы запланированы на октябрь и ноябрь 2023 года в Хайфе и Тель-Авиве.
2023 Австрия
Будет сыграно в Volskoper (Вена, Австрия) под руководством Фредерика Бура, в главных ролях Якоб Семотан в роли Джона, Жюльетт Халиль в роли Сьюзен и Оливер Либл в роли Майкла. Пока что спектакли запланированы на период с ноября 2023 года по февраль 2024 года.
2023 Польша
Постановка в Nova Scena ROMA Musical Theatre в Варшаве открылась 18 ноября 2023 года (как открытый показ), режиссер Войцех Кемпчиньский, перевод Михала Войнаровски. В премьерном вечере выступили Марцин Франк в роли Джона, Мачей Дыбовский в роли Михаля и Мария Тышкевич в роли Сьюзен (в состав сменных актеров входят Мачей Павляк, Петр Януш и Анастазия Симиньска соответственно). Музыкальное руководство — Якуб Любович.
2024 Сан-Диего
Постановка театра Cygnet будет сыграна в театре Old Town (Сан-Диего, Калифорния) под руководством Кэти Банвилл, в главных ролях AJ Rafael в роли Джона, Эмма Носсал в роли Сьюзен и Лео ЭБэнкс в роли Майкла. Спектакли пройдут с 3 июля по 4 августа. Музыкальное руководство — доктор Рэнди Эллен Рудольф.
2024 Сингапур
Спектакль спродюсирован Sight Lines и срежиссирован Дерриком Чу, в главных ролях Престон Лим (Джон), Райан Энг (Майкл), Ванесса Ки (Сьюзан), а также Беатрис Джеймс Панг и Эрик Ларреа в составе актерского состава. Спектакли пройдут с 5 по 14 июля в Центре искусств Канзас-Сити.
2025 Португалия
Продюсированный компанией Ultraproduções, режиссер Бернардо Рапосо, в главных ролях Мигель Круз (Джон), Дэвид Гомеш (Майкл) и Сара Мадейра (Сьюзен). Выступления прошли с 7 марта по 6 апреля в Auditório Santa Joana Princesa в Лиссабоне.
2025 Россия
Продюсированный компанией Balagan musical, режиссер Денис Беляков и Полина Нахимовская, в главных ролях Ярослав Баярунас (Джон), Дмитрий Воробьёв (Майкл) и Кристина Кузнецова (Сьюзен), перевод на русский сделала Мария Бар. Премьерные показы прошли 30 мая и 6 июня в КЗ Измайлово в Москве.. Постановка имеет рейтинг 9.9 и семь положительных отзывов, шесть с оценкой "10" и один "9" по версии "Афиша" на 1.06.2025. Второй состав: Евгений Кириллов (Джон), Роман Графов (Майкл) и Ксения Лазаревич (Сьюзен), Юлия Пак вышла 19 августа с первым составом.

## В ролях
| Характер | Офф-Бродвей   | Тур по США        | Лондонская премьера | Вест-Энд      | Encores!            | Офф-Бродвей    | Центр Кеннеди    | ПЦ Balagan musical                            |
| Характер | 2001          | 2003              | 2005                | 2009          | 2014                | 2016           | 2024             | 2025                                          |
| -------- | ------------- | ----------------- | ------------------- | ------------- | ------------------- | -------------- | ---------------- | --------------------------------------------- |
| Джон     | Рауль Эспарса | Кристиан Кэмпбелл | Нил Патрик Харрис   | Пол Китинг    | Лин-Мануэль Миранда | Ник Блэмайр    | Брандон Урановиц | Ярослав Баярунас Евгений Кириллов             |
| Майкл    | Джерри Диксон | Уилсон Круз       | Ти Джей             | Леон Лопес    | Лесли Одом-младший  | Джордж Салазар | Грей Хенсон      | Дмитрий Воробьев Роман Графов                 |
| Сюзан    | Эми Спангер   | Никки Снельсон    | Кэссиди Дженсон     | Джули Атертон | Карен Оливо         | Сиара Рене     | Дене Бентон      | Кристина Кузнецова Ксения Лазаревич, Юлия Пак |